# Leuctra marilouae
Leuctra marilouae är en bäcksländeart som beskrevs av Vinçon och Ignac Sivec 2001. Leuctra marilouae ingår i släktet Leuctra och familjen smalbäcksländor. Inga underarter finns listade i Catalogue of Life.